# Joop Voogd
Johan Jules (Joop) Voogd (Amsterdam, 2 november 1916 – Haarlem, 26 december 1983), was een Nederlands politicus voor de PvdA.
Voogd doorliep de HBS in Haarlem, en studeerde daarna economie aan de Gemeentelijke Universiteit Amsterdam. In juni 1940 studeerde hij af. Vervolgens werd hij secretaris van het Rijksbureau voor Tabak, een door de Duitse bezetter opgerichte instelling die moest toezien op de distributie van tabaksproducten.
Voogd, die voor de bezetting lid geweest was van de Vrijzinnig-Democratische Bond, sloot zich na de Tweede Wereldoorlog aan bij de PvdA. Voor deze partij werd hij in 1946 gemeenteraadslid in Haarlem. Dat zou hij tot 1970 blijven. Van 1949 tot 1963 was hij als adjunct-directeur verbonden aan de Wiardi Beckman Stichting. In 1963 werd hij gekozen tot lid van de Tweede Kamer en bleef dat tot 1981.
Als Kamerlid ontwikkelde hij zich tot een gezaghebbend woordvoerder op het terrein van Cultuur, Recreatie en Maatschappelijk Werk. In die hoedanigheid was hij de ontwerper van de wet op de kansspelen. In 1965 was hij een van de vier PvdA'ers die stemden tegen de toestemmingswet voor het huwelijk van prinses Beatrix met Claus van Amsberg. In 1971 was hij de indiener van een door de Kamer aanvaarde motie tegen het voornemen van minister Van Agt om de Drie van Breda vervroegd vrij te laten.
Voogd, die verschillende keren weigerde wethouder of staatssecretaris te worden, had talloze nevenfuncties, vooral op het gebied van cultuur en bij instellingen die zich bezighielden met de herdenking van de Tweede Wereldoorlog. Ook was hij vanaf het begin betrokken bij de anti-apartheidsbeweging.
Door politiek commentator Harry van Wijnen van dagblad Het Parool werd Voogd geprezen om zijn bescheidenheid, zachtmoedigheid en fijnzinnigheid.
- Biografisch Portaal: 62612106
- Parlement.com: vg09llc6der7